# Giani Kiriță
Giani Kiriță (n. 3 martie 1977, București, România) este un fotbalist român retras din activitate, care a jucat pe post de fundaș la echipe ca Dinamo, Bursaspor și Samsunspor. Pe plan internațional, are prezențe la națională pentru România. Ultima dată a jucat pentru CS Buftea. Este cunoscut pentru activitatea de la Dinamo București, echipă pentru care a jucat între 1997 și 2003, fiind și căpitanul acesteia. După plecarea de la Dinamo a jucat pentru echipele turcești Samsunspor, Gaziantep, Ankaragücü și Bursaspor.
A debutat în Divizia A pe 19 aprilie 1997, într-un meci Dinamo București - Universitatea Cluj 3-0. A jucat patru meciuri pentru echipa națională, primul fiind cel cu Polonia din 16 august 2000.
În 2012 a antrenat-o pe CS Buftea.

## Trofee
Dinamo București
- Liga I: 1999–00, 2001–02
- Cupa României: 1999-00, 2000–01, 2002–03

 Bursaspor
- Süper Lig: 2009–10